# Mucke (Einheit)
Die Mucke, auch Mudde, war ein Volumenmaß für Getreide in Antwerpen. Das Maß  ist nicht mit dem fünfmal größeren niederländischen Getreidemaß Mudd, auch Mudde oder Mud über den Zweitnamen gleichzusetzen.
- 1 Mucke =  966 ⅞ Pariser Kubikzoll = 19 ⅙ Liter (= 19,179 Liter[1])
- 1 Viertel = 4 Mucken
- 1 Last = 37 ½ Viertel = 150 Mucken